# Vlag van Bergharen

Vlag van de gemeente Bergharen
(1974-1984)

De vlag van Bergharen is het gemeentelijk dundoek van de voormalige gemeente Bergharen in de Nederlandse provincie Gelderland. De vlag werd op 7 februari 1974 aangenomen.
De beschrijving luidt:
Blauw met een witte broekdriehoek, reikend tot het midden van de vlag, beladen met drie zwarte breedarmige kruisen met een hoogte van 1/4 van de vlaghoogte, geplaatst twee langs de broek en een aan de punt.
De kleuren van de vlag zijn ontleend aan die van het gemeentewapen, evenals de kruizen. De broekdriehoek verwijst naar de berg, die de gemeente in het wapen had willen hebben maar nooit kreeg.
Op 1 januari 1984 is Bergharen opgegaan in de gemeente Wijchen, waarmee de vlag als gemeentevlag kwam te vervallen.

## Verwante afbeelding

Wapen van Bergharen

Ammerzoden 
· Angerlo 
· Batenburg 
· Beesd 
· Bemmel 
· Bergh 
· Bergharen 
· Beusichem 
· Borculo 
· Brakel 
· Didam 
· Dinxperlo 
· Dodewaard 
· Dreumel 
· Echteld 
· Eibergen 
· Elst 
· Ewijk 
· Geldermalsen 
· Gendringen 
· Gendt 
· Gorssel 
· Groenlo 
· Groesbeek 
· Hedel 
· Heerewaarden 
· Hemmen 
· Hengelo 
· Herwen en Aerdt 
· Heteren 
· Heukelum 
· Hoevelaken 
· Horssen 
· Huissen 
· Hummelo en Keppel 
· Hurwenen 
· Kerkwijk 
· Kesteren 
· Laren 
· Lichtenvoorde 
· Lienden 
· Lingewaal 
· Maurik 
· Millingen aan de Rijn 
· Neede 
· Neerijnen 
· Overasselt 
· Rijnwaarden 
· Rossum 
· Ruurlo 
· Steenderen 
· Ubbergen 
· Valburg 
· Vorden 
· Wadenoijen 
· Wamel 
· Warnsveld 
· Wehl 
· Wisch 
· Zelhem 
· Zoelen